# Скуби Ду и Скрепи Ду
Скуби Ду и Скрепи Ду је тридесетоминутна анимирана серија и четврта по реду у Скуби Ду серијалу, пордуцирана је од стране Хана Барбера студија и била је емитована током суботњег јутарњег блока. Премијера се одржала 22- септембра 1979. године и емитовала се као једна сезона на АБЦ каналу, и трајала је тридесет минута. Укупно је продуцирано шеснаест епизода. Цртани представља последњу цртану серију студија Хана Барбера који је садржао траку смеха.